# Anton Ingolič
Anton Ingolič [antón íngolič], slovenski pisatelj, profesor in urednik, * 5. januar 1907, Spodnja Polskava pri Slovenski Bistrici, † 11. marec 1992, Ljubljana.

## Življenje
Rodil se je v obrtniško-kmečki družini na Spodnji Polskavi pri Slovenski Bistrici. Oče Anton je bil mizar, mati Ana pa šivilja. V družini se je rodilo šestnajst otrok, vendar jih je le pet preživelo. Anton je bil najstarejši, zato naj bi prevzel družinsko obrt, vendar je bilo njegovo veselje do knjig močnejše. Osnovno šolo, ki jo je obiskoval v domačem kraju, je zaključil z odličnim uspehom. Šolanje je nadaljeval na gimnaziji v Mariboru, kjer je stanoval v podstrešni sobi, a ker je zelo pogrešal svoj domači kraj, se je kasneje vsak dan vozil z vlakom: »In mnogo sem bral: na peronu pred odhodom vlaka, v vlaku in često, če sem bil sam, tudi na poti v Pragersko in s Pragerskega domov. Po knjige sem hodil v mestno in šolsko knjižnico, na posodo sem jih dobil tudi od vozačev, tu in tam pa sem si katero tudi kupil.«  Po končani maturi ni prevzel očetove obrti, ampak odšel študirat v Pariz z namenom, da postane novinar, vendar je pristal na Sorboni, kjer je končal šolo za učitelje francoskega jezika. Preživljal se je kot natakar v študentski restavraciji in kot statist v La Comédie-Francaise. Jeseni 1928 se je vpisal na ljubljansko Univerzo na romanistiko in slovenščino. Študiral je z velikim zanimanjem za literarna vprašanja. Med študijem se je oženil z Adelo Oprauš, hčerko peka s Spodnje Polskave in učiteljico po poklicu, s katero sta se spoznala na Polskavi, kjer so študentje prirejali plesne vaje in igrali razne igre. Po poroki sta se preselila na Polenšak v Slovenske gorice. Rodila sta se jima 2 otroka, hči Alda in sin Borut. Leta 1931 je diplomiral. Po končanem študiju ni našel zaposlitve, zato se je ukvarjal s pisateljevanjem. Leta 1932 je dobil prvo službo kot profesor slovenščine in francoščine na ptujski gimnaziji. Z ženo sta se preselila v Dornavo. Med drugo svetovno vojno je bil z družino izgnan v Srbijo, kjer je preživel 4 leta. Novembra 1944 so se preselili v Beograd, kjer je sodeloval v slovenskih oddajah Radia Beograd in v kulturno-posvetnem društvu Slovencev »France Rozman«. Po vojni je spet poučeval v gimnazijah na Ptuju in v Mariboru, po letu 1955 pa se je ustalil v Ljubljani. Kot gimnazijski profesor se je upokojil leta 1965. Bil je glavni urednik revije Nova obzorja, od leta 1976 je bil dopisni član SAZU, od leta 1981 redni član. 
Veliko je potoval in si ogledal Slovenijo, veliko evropskih glavnih mest, odpotoval je v Rusijo, ZDA, Egipt, Sudan in Etiopijo, kjer je kot ambasador deloval njegov brat Jože. 
Umrl je v Ljubljani, pokopan pa je na Zgornji Polskavi. Po njem so poimenovali osnovno šolo na Spodnji Polskavi in ulico na Zgornji Polskavi.

## Delo

### Pisatelj
Pri sosedovih so imeli knjige Mohorjeve družbe, ki jih je kot otrok z veseljem prebiral, tudi Cankarjeve Tujce, ki jih sploh ni razumel, vendar so zelo vplivali nanj. V osnovni šoli je skušal napisati prvo pesem, v dijaških letih pa je sodeloval pri dijaških listih Žarki, Prelom, Pisani panji. Kot dijak in študent je bral Dostojevskega, Tolstoja, Rollanda in Gandhija, ki so še bolj vplivali na njegovo čustveno-socialno usmerjenost. Navduševal ga je francoski simbolist Maeterlinck; njegovo delo Monno Vanno je prevedel v slovenščino. Bil je zelo plodovit pisatelj, ukvarjal se je predvsem z romanom, povestjo, črtico in novelo. Pisal je tudi humoreske in potopise, scenarije za radio, film in televizijo. Dramatika je bila bolj na obrobju njegovega ustvarjanja. Skupaj s Prežihovim Vorancem in Miškom Kranjcem spada k smeri socialnega realizma. 
Vedno je iskal nove, sveže snovi, gradivo je zbiral iz življenja, ki ga je pozorno opazoval. Njegova dela so prevedena v 14 različnih jezikov: v ruščino, slovaščino, italijanščino, kitajščino, zlasti Gimnazijka in Tajno društvo PGC. 

#### Kmečke povesti in romani
Pozimi 1931–1932 je napisal povesti Hiša št. 52, Svatba in Otroci, 1932 je v povesti Mlada leta tematiziral brezposelnost, ki jo je osebno izkusil, svoje socialno poreklo, študij v Parizu in Ljubljani, poroko in življenje v zakotni vasici po študiju. Črtice je objavljal v Grudi in Prijatelju. V Dornavi se je navdušil nad lukarji in njihovim življenjem, prevzel ga je problem borbe za zemljo. Nastala sta roman Lukarji (1936) in povest Soseska (1936) z izrazitim socialnim ozadjem. Za roman Na splavih (1940) je dobil prvo banovinsko literarno nagrado. Roman Matevž Visočnik (1941) se razlikuje od prejšnjih del po snovi, saj se je omejil le na enega človeka na vasi, zgodba pa je v osnovi življenjska zgodba njegovega očeta mizarja. V romanu Žeja (1946) je prikazano življenje pred vojno: propadanje kmetij zaradi domačih in nemških kapitalistov.

#### Izseljenski romani
Problematika slovenskih izseljencev se ga je dotaknila leta 1927 v Parizu. Še globlje je prodrl v problematiko izseljenstva na podlagi tastovih pripovedi, ki je kot pekovski pomočnik delal v New Yorku. Med vojno je izseljenstvo oz. izgnanstvo občutil na lastni koži. Nastali so romani Pred sončnim vzhodom (1945), Udarna brigada (1946), Deček z dvema imenoma (1955), Ugasla dolina (1956), Kje ste, Lamutovi (1958). V 80. letih se je zopet osredotočil na izseljensko tematiko in napisal Delovni dan sestre Marje (1980), Podobe njenega življenja (1985) in Družinski festival (1988).

#### Družbenokritični romani
V mladinskem romanu Gimnazijka (1967), ki je njegovo najbolj popularno delo, obravnava problem mladostnice. Roman Šumijo gozdovi domači (1969) odraža ogorčenje nad materialnim uničevanjem slovenskih domačij in  izsekavanjem pohorskih gozdov. V povesti Onduo, moj črni fant (1972) se je lotil pisanja o rasni diskriminaciji.

#### Zgodovinski romani
Napisal je tri zgodovinske romane: za roman Ugasla dolina(1956), ki ga je postavil v 19. stoletje, je značilna delavska tematika, propad železarstva na Koroškem. Roman Pradedje  (1975) govori o kmečkem uporu leta 1635, roman Gorele so grmade (1977) pa o preganjanju čarovnic in udomačevanju Uskokov. Dogajanje v romanih Pradedje in Gorele so grmade je postavljeno na tri gradove v bližini njegovega rojstnega kraja: na gromberški, zgornjepolskavski in frajštajnski grad. Motivi so: izseljevanje, odnos med očetom kmetom in sinom delavcem, pijančevanje, prazniki, nesrečne smrti, ljubezen, zakonski konflikti in konflikti med sosedi, maščevanja in umor.

#### Zanimivost
Bil je izrazit mladinski pisatelj. Skupno je izšlo okrog 30 mladinskih tekstov za različne starosti, ki so razvrščena v 5  obdobij glede na to, kdaj naj bi mladi bralec določeno delo vzel v roke:
1. cicibanska doba s preprostimi zgodbicami o posledicah nediscipline. V to obdobje štejemo slikanice: Tačko v velikem svetu (1957), Tonček – balonček (1962), Srečanje s povodnim konjem (1979);
2. pravljična doba: Udarna brigada (1964), Bila sem izgnanka (1979), Velika stavka (1980);
3. robinzonska doba: Tvegana pot (1955), Tajno društvo PGC (1958), Zaupno, Marjetkin vojni dnevnik v šolskih zvezkih (1981). Bralca pritegnejo povesti, ki so zajete iz resničnega življenja, hkrati pa poročajo o nevsakdanjih čudovitih potovanjih in dogodivščinah;
4. junaška doba, ki ustreza potrebam pubertetnikov. Mladi bralec se z junakom identificira, podoživlja boje, ovire, zmage, poraze: Deček z dvema imenoma (1956), Deklica iz Chicaga (1969), Potopljena galeja (1973);
5. v lirsko-romaneskni dobi je mladostnik že sposoben refleksije o svojem notranjem življenju, o čustvih in smislu življenja. Knjiga naj bi govorila o dejanskem življenju in bila optimistična. Avtor junaka popelje do srečnega konca, saj to krepi mladostnikov pogum. Sem spadata romana Mladost na stopnicah (1962) in  Gimnazijka (1967).

Umetniško sta najbolj popularni humoristična povest Tajno društvo PGC (1958) in mladinski roman Gimnazijka.

#### Dramatika
Napisal je nekaj dram za mladino in odrasle: Sirote (1940), Mladi aktivisti (1946), Krapi (1947), Pet iger za pionirje (1947), Likof (1950) in Mejnik (1950). Zaradi priljubljenosti je dramatizirana tudi mladinska povest Tajno društvo PGC (1961). Bil je eden prvih avtorjev, ki je po vojni obravnaval probleme mladih. Njegove igre so preproste zgodbe, povzete po realističnih, aktualnih dogodkih v povojnih letih.

### Urednik
Leta 1950 je skupaj s svojimi sodelavci ustanovil galaksijo Nova obzorja. Postal je prvi urednik, pustil profesorsko službo in postal svobodni umetnik. Leta 1950 je ustanovil Založbo Obzorja. Bil je tudi predsednik Zveze mariborskih kulturnih delavcev.

### Politik
Pred drugo svetovno vojno se politično ni udejstvoval in nikoli ni bil član izrazitega političnega tabora. Med študijem v Ljubljani je prvo leto postal član krščansko socialističnega akademskega kluba Borba. Člana sta bila tudi Miško Kranjec in Edvard Kocbek, skupaj so brali Marxa.  Leta 1946 in 1950 je bil izvoljen za ljudskega poslanca LRS. Bil je tudi član rajonskega IO v Mariboru, član Izvršnega odbora OF mesta v Mariboru in član nadzornega odbora ljudske prosvete Slovenije.

## Nagrade in priznanja
- Prešernova nagrada (2-krat: 1949 za roman Pot po nasipu in 1978 za mladinsko književnost)
- Nagrada Osvobodilne fronte: 1970 za roman Šumijo gozdovi domači.
- Levstikova nagrada (2-krat: 1958 za povest Tajno društvo PGC in 1967 za roman Gimnazijka)
- član SAZU (dopisni/izr. 1976, redni 1981)
- Nagrada AVNOJ-a 1983.